# Lazăr Șăineanu
Lazăr Șăineanu (numele la naștere: Eliezer Schein; n. 23 aprilie 1859, Ploiești – d. 11 mai 1934, Paris), a fost un filolog, lingvist, folclorist și istoric cultural român de origine evreiască.
Specialist în studii orientale și romanice, precum și germanist, a fost cunoscut, în primul rând, pentru contribuția sa la filologiile limbilor idiș și română, prin activitatea sa în lingvistică istorică, și de comparatist literar și filologic. De asemenea, a avut contribuții inovatoare la investigarea și antologizarea  folclorului românesc, plasate în raport cu tradițiile balcanice și  central-est-europene, precum și cu evoluția istorică a  României într-un context balcanic mai larg, și a fost un recunoscut contribuitor timpuriu la lexicografia românească. Principalele sale inițiative în aceste domenii sunt un număr mare de basme culese de el, și Dicționarul universal al limbii române (1896), care au rezistat la trecerea timpului, numărându-se printre cele mai populare lucrări științifice românești.
Membru al  comunității evreiești române neemancipate, recte încă lipsită de drepturi egale cetățenești, Lazăr Șăineanu a susținut ideile mișcării de haskala, forma evreiască a iluminismului, și a optat pentru asimilarea evreilor în curentul românesc. Cererile sale repetate de naturalizare au fost toate respinse, dar l-au propulsat în centrul unui conflict politic care opunea curentul antisemit susținătorilor toleranței. În 1901 s-a stabilit în Franța, unde a rămas, împreună cu familia sa, pentru tot restul vieții. Devenit cunoscut pentru munca sa de pionierat în studiul limbii franceze medii (moyen français, secolele XIV - XVII) și investigațiile sale asupra originilor argoului, precum și pentru eseurile sale critice despre scriitorul François Rabelais (secolul al XVI-lea), a primit premiul Volney al  Institutului Franței din 1908. Ginere al editorului Ralian Samitca, Șăineanu a avut un frate - Constantin, un notabil lexicograf, jurnalist și polemist.

## Biografia

### Tinerețea
Eliezer Schein (al cărui nume a fost redat inițial în limba română sub numele de Lazăr Șain sau Shain) s-a născut în Ploiești în rândul locuitorilor evrei-români săraci. Tatăl său, Moisi, era artist amator și se ocupa cu picturi în case, emigrând în Statele Unite până ce fiul să a împlinit șaisprezece ani. Eliezer a studiat cu profesori particulari încă de la vârsta de 5 ani și a fost admis la școala normală la vârsta de 10 ani, când a intrat în clasa a doua. Moisi Schein a murit la scurt timp după întoarcerea în România, lăsând pe Eliezer singurul sprijin pentru familia sa - mama și cei șase frați. A urmat clasele gimnaziale la Liceul „Sfinții Petru și Pavel” din Ploiești, apoi a promovat bacalaureatul la Liceul „Matei Basarab” din București cu teza Ioan Eliad Rădulescu ca grămătic și filolog.
A fost scutit de efectuarea stagiului obligatoriu militar ca fiul cel mare al unei văduve, drept care, până în 1881, a continuat să studieze la Facultatea de Litere a Universității din București. Învățat și privit cu admirație de academicianul Bogdan Petriceicu Hasdeu, Șăineanu a studiat inițial etimologie, stilistică și semantică (activitate care a stat la baza primelor sale trei studii, publicate în 1882 și 1887). A publicat primul său studiu, Câteva specimene de etimologie populară română, în 1883, în revista ,,Columna lui Traian” a lui Hasdeu. Până atunci, Șăineanu contribuise la Anuarul pentru israeliți, revista Hebraist editată de prietenii și colegii săi Moses Gaster și Moses Schwartzfeld, care publica în principal articole despre istoria evreiască și susținea o agendă asimilaționistă moderată (Haskalah). Gaster a trimis, de asemenea, diferite studii ale lui Șăineanu despre folclor și lingvistică, ce au fost publicate și în Revista pentru Istorie, Arheologie și Filologie, o publicație fondată și condusă de istoricul român Grigore Tocilescu. Contactele directe dintre cei doi cărturari s-au încheiat în 1885, când Gaster a fost expulzat din România pentru că a protestat împotriva măsurilor antisemite ordonate de cabinetul Partidului Național Liberal al lui Ion Brătianu.
O Încercare asupra semasiologiei române din 1887, prezentată de Schein drept lucrarea sa de absolvire, a fost lăudată retrospectiv de etnologul Iordan Datcu pentru valoarea sa inovatoare și susținut de același comentator pentru a fi atras reacții universal pozitive din partea „criticilor obiectivi”. Potrivit relatării lui Șăineanu, aceasta a urmat îndeaproape după ce semasiologia în sine a fost înființată ca ramură independentă de către academicianul francez Michel Bréal. Se pare că i-a adus laudele viitorului adversar ministrul educației și politicianul național-liberal Dimitrie Sturdza, care i-ar fi recomandat să studieze în străinătate, liniștindu-l că, spre deosebire de cazul lui Gaster, „te vom primi înapoi cu brațele deschise”. Preluată în publicațiile Academiei Române și prefațată de Hasdeu, lucrare lui Șăineanu a primit bursa Manoah Hillel, în valoare de 5.000 de lei-aur.
Folosind acest premiu, și-a continuat studiile în Franța, la Universitatea din Paris, sub conducerea lui Bréal, Gaston Paris și Wilhelm Meyer-Lübke, iar mai târziu la École Spéciale des Langues Orientales (Școala Specială de lImbi Orientale), unde s-a specializat în studiul limbilor orientale. Aici a luat doctoratul, la Universitatea din Leipzig, în Imperiul German, disertația sa primind un premiu de la Institut de France. Potrivit istoricului Lucian Nastasă, alegerea savantului a confirmat o practică comună a românilor, care au optat pentru reducerea decalajului dintre francofilie și germanofilie frecventând ambele țări. După cum i-a scris Șăineanu lui Gaster, el a decis în favoarea „centrului intelectual” Leipzig deoarece Karl Brugmann, „reprezentantul principal al lingvisticii actuale”, a lucrat și a predat acolo. A studiat atât cu Brugmann, cât și cu August Leskien, câștigând multe laude pentru munca sa și dreptul de a-și lua diploma în circumstanțe speciale (s-au luat în considerare lucrările sale anterioare și nu i s-a cerut să cerceteze o teză nouă de dimensiuni mari). Șăineanu a fost mulțumit de rigoarea științifică a profesorilor săi de germană, dar a crezut că sistemul ar avea de suferit foarte mult în materie de pedagogie și a considerat academicienii francezi mult mai talentați în acest sens. Tânărul cărturar a publicat două lucrări în acest interval: Legenda Meșterului Manole la grecii moderni și doctoratul său, o teză despre folclorul românesc, Zilele împrumutate sau Zilele bătrânei. Acesta din urmă a fost publicată în jurnalul România - Gaston, Paris.

## Cariera franceză și ultimii ani
Principalul său interes pentru perioada franceză au fost teoriile lingvisticii evolutive, cu accent pe abordarea neogramatică, etnolingvistică și psiholingvistică. El a adăugat, de asemenea, intereselor sale investigația revoluționară a argoului francez și a publicat un scurt memoriu (Une carrière philologique en Roumanie). Studiile lui Șăineanu s-au axat pe o cercetare comparativă a ritualurilor de construcție, așa cum se regăsește în literatura balcanică și, în special, mitul românesc Meșterul Manole (cartea a fost tipărită în franceză, ca Les rites de la construction d'après la poésie populaire de l'Europe Orientale). Până atunci, era în corespondență cu colegul său lingvist Alfred Landau, cu care a discutat despre istoria idiș.

Investigațiile paralele ale lui Șăineanu asupra istoriei francezei au inclus Creația metaforică în limbile franceză și romanică: imagini din lumea animalelor domestice (La Création métaphorique en français et en roman: images tirées du monde des animaux domestiques) (1905-1907), care a fost structurat în mai multe tomuri. De asemenea, a început să lucreze la sinteze majore despre vocabularul francez, Argotul antic (L'Argot ancien) și Sursele argotului antic (Les Sources de l'argot ancien) (1907). Primul i-a adus premiul Volney pentru 1908. Scriind în 1999, istoricul Joan Leopold a susținut că aceasta a fost o realizare semnificativă, deoarece Comisia Volney „părea să se teamă de concurența directă a străinilor” - alte excepții de la această regulă fiind Liu Bannong, Wilhelm Schmidt și Marie-Louise Sjoestedt. Potrivit lui Leopold, Șăineanu se număra printre câștigătorii Volney, „în special străini”, care „nu au fost niciodată aleși la o afiliere la Academiile Franceze.” Totuși, ea mai notează că „nu au existat titluri onorate (în perioada 1900-1909) care sunt acum amintite ca fiind semnificative în istoria lingvisticii". Ea atribuie faptul că Șăineanu „nu a obținut funcții universitare majore în Franța” legat tendința de a acorda premiul cărturarilor care au lucrat în principal pe teren (Schmidt, Adolphe de Calassanti-Motylinski, George Abraham Grierson, Leo Reinisch și alții). Criticul literar Laszlo Alexandru a dat o judecată similară: 
„ Dispariția lui Lazăr Șăineanu din spațiul cultural românesc a fost primită cu o liniște aproape unanimă; dar apariția lui Lazare Sainéan în cercetările științifice pariziene nu ar avea ca rezultat, în restul zilelor sale, în mult râvnita și cu totul meritata catedră universitară.”
Între 1912 și 1922, Șăineanu a lucrat cu Société des Études rabelaisiennes la publicarea ediției adnotate a operelor complete ale lui Rabelais. Cariera sa nu a fost întreruptă de Primul Război Mondial și, în 1915, a publicat un raport despre limba specială a soldaților francezi din tranșeele Frontului de Vest (L'Argot des tranchées). Volumul său din 1920 despre evoluția argoului în franceza pariziană (Le Langage parisien au XIXe siècle, „Limba pariziană în secolul al XIX-lea”), a fost din nou nominalizat la Premiul Volney.
În 1922, Șăineanu a publicat Manual de fonetică latină (Manuel de phonétique latine), ultima dintre contribuțiile sale care a fost selectată pentru un Volney. Până atunci, devenise și el interesat de cercetarea operei autorului renascentist francez François Rabelais, concentrându-se în primul rând pe utilizarea francezei mijlocii - publicat între 1920 și 1923 sub numele de Limba lui Rabelais (La Langue de Rabelais). Între 1925 și 1930, a publicat volumele unui proiect de anvergură, Sursele indigene ale etimologiei franceze (Les Sources indigènes de l'étymologie française), care a reprezentat rezultatul a trei decenii în cercetări de specialitate. În 1930, Șăineanu a publicat o altă carte despre Rabelais, dedicată în principal primirii sale critice și moștenirii culturale Influența și reputația lui Rabelais (L'Influence et la réputation de Rabelais). A murit patru ani mai târziu la un spital din Paris, în urma unor complicații după o intervenție chirurgicală.

## Activitate
A fost asistentul la catedră al lui Bogdan Petriceicu Hasdeu. B. P. Hasdeu a avut o mare pasiune pentru cunoașterea sanscritei și a cercetat relațiile dintre literatura veche indiană, filologia și folclorul românesc. Lazăr Șăineanu și Moses Gaster au continuat cercetarea lui Hasdeu în domeniul folclorului comparat. [nefuncțională]

Lazăr Șăineanu s-a stabilit în Franța în anul 1901, după ce Nicolae Iorga i-a retras dreptul de a fi profesor. 
În scrierea sa, Basmele românilor, premiată la concursul publicat de Academia Română în 1894, Lazăr Șăineanu a deosebit trei mari tipuri de basme: basme pur fantastice, basme eticofantastice și basme religioase.  Arhivat în 28 septembrie 2007, la Wayback Machine.
Lazăr Șăineanu este autorul unui important dicționar enciclopedic Dicționar universal al limbii române (1896) și al unor studii de lingvistică franceză (L'argot ancien și La langue de Rabelais). A inițiat cercetările de stilistică privind studierea argoului românesc, pornind de la studii ale argoului limbii franceze.
Lazăr Șăineanu a fost căsătorit cu Cecilia Șăineanu (n. Samitca) (1872 - 1940) și au o fiică, Elisabeta Șăineanu, care a devenit actriță și a folosit numele de scenă Elizabeth Nizan.

## Lucrări publicate
- Elemente turcești în limba română. Influența orientală, în „Revista pentru istorie, arheologie și filologie”, 1885.
- Încercare asupra semaseologiei limbei române, București, 1887.
- Raporturile între gramatică și logică, c-o privire sintetică asupra părților cuvântului, studiu de linguistică generală, București, Stabilimentul Grafic I.V.Socec, 1891.
- Basmele române, studiu comparativ, București, 1895.
- Istoria filologiei române, cu o privire retrospectivă asupra ultimelor decenii (1870-1895) : Studii critice, ediția a 2-a, București, Editura Librăriei Socec & Co., 1895.
- Dicționar universal al limbii române, 1896; a cincea edițiune, [1925]; ed. a VIII-a, Craiova, „Scrisul Românesc”, f.a. [1938].
- Influența orientală asupra limbii și culturii române, vol. I-III, București, 1900.
- Șăineanu, ed. VI (1929)